# Argo (2012)
Argo is een Amerikaanse thriller uit 2012 onder regie van Ben Affleck. De film is losjes gebaseerd op een verhaal dat in 2007 werd gepubliceerd over de "Canadian Caper", waarin een CIA-agent, Tony Mendez, de bevrijding van zes Amerikaanse diplomaten uit Teheran op touw zette tijdens de gijzeling in Iran van 1979.
De hoofdrolspelers zijn Affleck zelf als Mendez, Bryan Cranston, Alan Arkin en John Goodman, en de film ging in première in Noord-Amerika op 12 oktober 2012.
De film werd in 2013 bekroond met drie BAFTA's voor respectievelijk beste regie, beste montage en beste film van het jaar.
Op 24 februari 2013 ontving de film de Oscar in de categorie beste film.

## Verhaal
Militanten bestormden de Amerikaanse ambassade in Teheran op 4 november 1979 als vergelding omdat Amerika de pas afgezette sjah asiel had gegeven. Meer dan 50 personeelsleden van de ambassade werden gegijzeld, maar zes konden ontsnappen en zich verbergen in het huis van de Canadese ambassadeur Ken Taylor (Victor Garber). Het Amerikaanse ministerie van Buitenlandse Zaken zocht naar manieren om de zes uit Iran te krijgen. Tony Mendez (Ben Affleck), een specialist van de CIA, schoot alle ideeën af, maar had zelf ook geen alternatief. Tot hij op tv Battle for the Planet of the Apes ziet, waardoor hij op het idee komt de zes te laten doorgaan voor Canadese filmmakers die op zoek zijn naar locaties in Iran voor een sciencefictionfilm.
Om het aannemelijk te maken wordt in samenwerking met John Chambers (John Goodman) een niet-bestaande film opgezet, met publiciteitscampagne en al. Mendez reist naar Iran en geeft de vluchtelingen Canadese paspoorten en valse identiteiten om ze door de luchthavenbeveiliging te krijgen.

## Rolverdeling
- Ben Affleck: Tony Mendez
- Bryan Cranston: Jack O'Donnell
- Alan Arkin: Lester Siegel
- John Goodman: John Chambers
- Tate Donovan: Bob Anders
- Clea DuVall: Cora Lijek
- Christopher Denham: Mark Lijek
- Scoot McNairy: Joe Stafford
- Kerry Bishé: Kathy Stafford
- Rory Cochrane: Lee Schatz
- Victor Garber: Ken Taylor
- Kyle Chandler: Hamilton Jordan
- Chris Messina: Malinov
- Željko Ivanek: Robert Pender
- Titus Welliver: Jon Bates
- Bob Gunton: Cyrus Vance
- Philip Baker Hall: Warren Christopher
- Richard Kind: Max Klein
- Michael Parks: Jack Kirby
- Tom Lenk: Rodd
- Christopher Stanley: Tom Ahern
- Taylor Schilling: Christine Mendez
- Ashley Wood: Beauty
- Sheila Vand: Sahar
- Devansh Mehta: Matt Sanders
- Omid Abtahi: Reza
- Karina Logue: Elizabeth Ann Swift
- Adrienne Barbeau: Nina
- Fouad Hajji: Komiteh